# Arbeitsgericht Oldenburg
Das Arbeitsgericht Oldenburg ist eines von 15 Arbeitsgerichten in Niedersachsen und hat seinen Sitz in Oldenburg. Es ist zuständig für Arbeitsrechtsstreitigkeiten in den kreisfreien Städten Oldenburg und Delmenhorst sowie in den Landkreisen Ammerland, Cloppenburg, Oldenburg, Vechta und Wesermarsch.
Jährlich werden etwa 4000 Klagen eingereicht.

## Instanzenzug
Dem Arbeitsgericht Oldenburg ist das Landesarbeitsgericht Niedersachsen mit Sitz in Hannover übergeordnet. Die darauf folgende Instanz ist das Bundesarbeitsgericht in Erfurt.

## Gerichtsgebäude
Das Gericht ist in einem Gebäude an der Bahnhofstraße untergebracht.

## Geschichte
Gemäß Arbeitsgerichtsgesetz vom 23. Dezember 1926 wurden in Deutschland Arbeitsgerichte gebildet. Diese waren nur in der ersten Instanz organisatorisch selbstständige Gerichte, die Landesarbeitsgerichte waren den Landgerichten zugeordnet. Am Landgericht Oldenburg entstand so 1927 das Landesarbeitsgericht Oldenburg mit zwei Kammern als einziges Landesarbeitsgericht des Landesteils Oldenburg des Freistaats Oldenburg. Darunter wurden 7 Arbeitsgerichte, darunter das Arbeitsgericht Oldenburg, eingerichtet. Es war für die Gerichtsbezirke der Amtsgerichte Oldenburg, Westerstede und Friesoythe zuständig. Am Gericht bestanden zwei Kammern für Arbeiter, eine Kammer für Angestellte, eine Kammer für Handwerk und eine Eisenbahnfachkammer für die Mitarbeiter der Reichsbahndirektion Oldenburg/O.
Nach der Besetzung Deutschlands durch die Alliierten wurden 1945 zunächst alle Gerichte geschlossen. Die ordentlichen Gerichte wurden schon bald wieder eröffnet, während die Arbeitsgerichte zunächst nicht wieder eingerichtet wurden, so dass arbeitsgerichtliche Streitigkeiten von den ordentlichen Gerichten erledigt werden mussten. Gemäß Kontrollratsgesetz 21 vom 30. März 1946 sollten in Deutschland Arbeitsgerichte aufgebaut werden. Das Arbeitsgericht Oldenburg entstand so neu.